# Ezoloba
Ezoloba, monospecifičan biljni rod iz porodice mahunarki smješten u tribus Crotalarieae, dio potporodice Faboideae. Jedina vrsta je 
rijetka trajnica E. macrocarpa, endem Južne Afrike iz provincije Western Cape. Vrsta je ugrožena zbog uzgoja usjeva, urbane ekspanzije i invazivnih vrsta. Više od 50% njezinih poznatih lokacija sada je lokalno izumrlo, a preostala su još četiri.
Rod je opisan u Taxon 60: 170 (2011).

## Sinonimi
- Lotononis macrocarpa Eckl. & Zeyh.; Enum. Pl. Afric. Austral. 176 (1836)